# Euura myosotidis

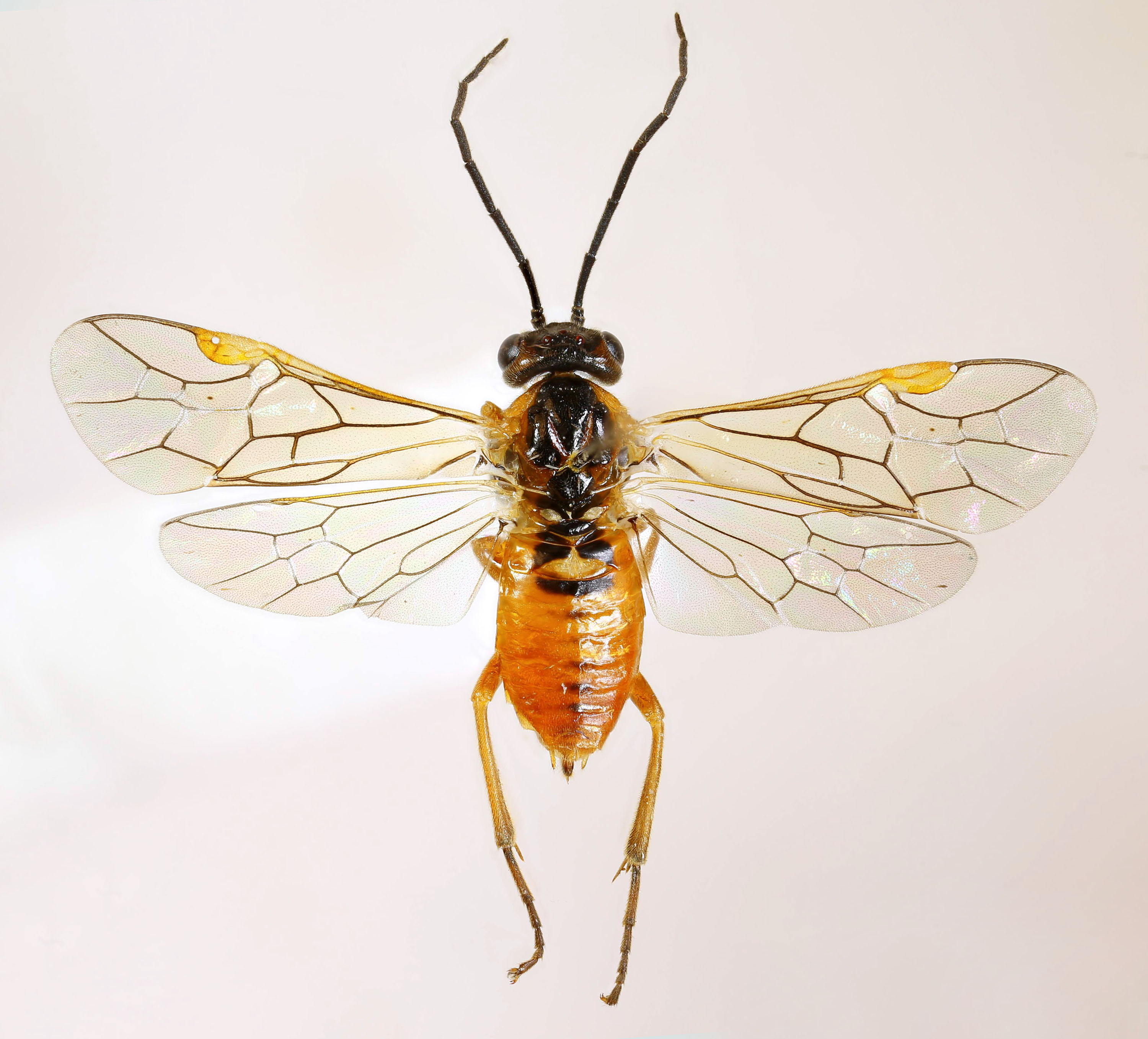
Weibchen, Präparat, Dorsalansicht

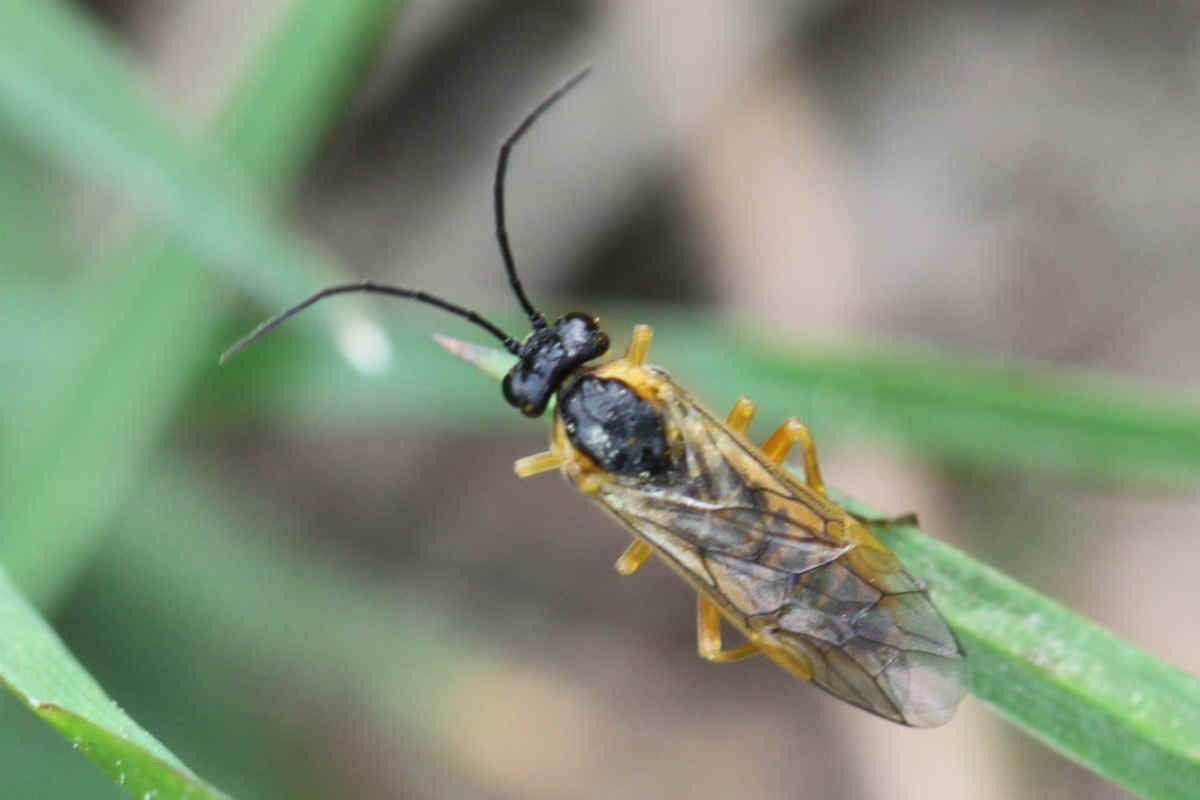

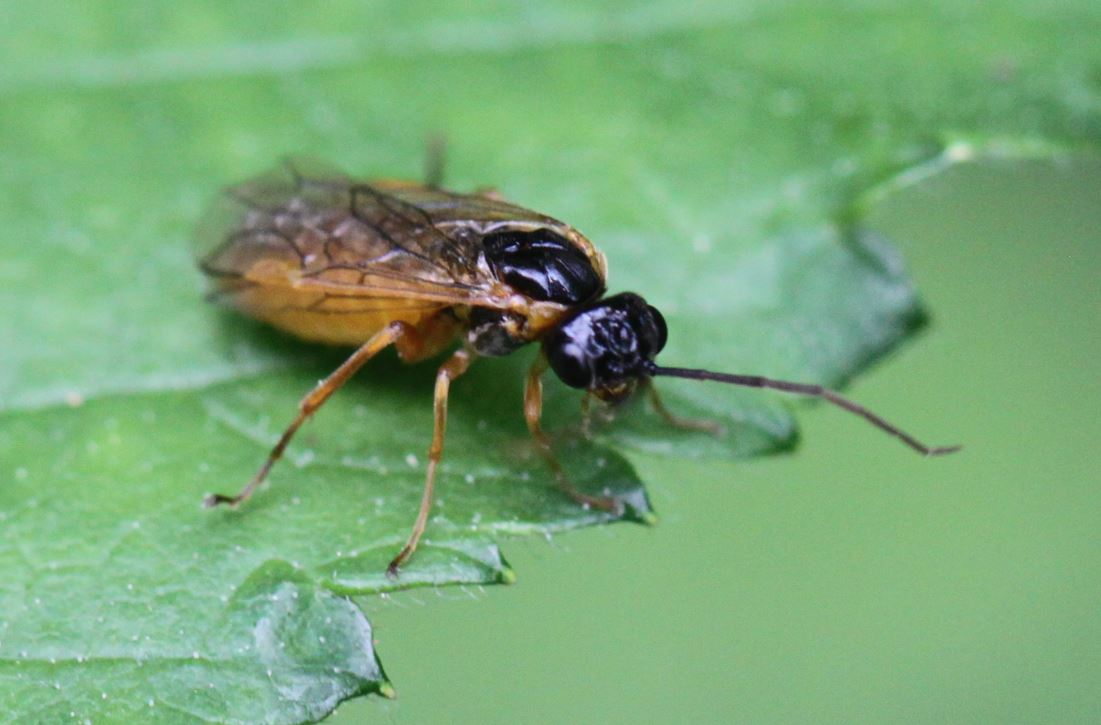

Euura myosotidis ist eine Pflanzenwespe aus der Familie der Echten Blattwespen (Tenthredinidae).

## Merkmale
Beine und Unterleib der Pflanzenwespe sind gelb-orange gefärbt, Kopf und Halsschild sind schwarz. Die Beine sind gelb gefärbt. Nur in seltenen Fällen sind die hinteren Beine an deren apikalen Ende verdunkelt. Am äußeren Flügelrand befindet sich ein gelb-oranges Stigma.

## Verbreitung
Die Art ist in der westlichen Paläarktis verbreitet. Sie ist in Europa weit verbreitet und kommt auch auf den Britischen Inseln vor.

## Lebensweise
Die Pflanzenwespen sind besonders häufig in den Monaten Mai bis Juli zu beobachten. Zu ihren Futter- und Wirtspflanzen zählen Vertreter aus den Gattungen der Wicken (Vicia), der Platterbsen (Lathyrus) sowie die Saat-Esparsette (Onobrychis viciifolia) und Klee (Trifolium).

## Taxonomie
In der Literatur finden sich folgende Synonyme:
- Tenthredo myosotidis Fabricius, 1804
- Hypolaepus myosotidis (Fabricius, 1804)
- Nematus myosotidis (Fabricius, 1804)
- Nematus ambiguus Förster, 1854
- Pteronus fallaciosus Konow, 1903
- Nematus interruptus Audinet-Serville, 1823
- Pteronidea myosotidis var. pseudopavida Enslin, 1916
- Nematus segmentarius Förster, 1854
- Pteronidea segmentaria Förster, 1854